# NorCD
NorCD is een onafhankelijk Noors platenlabel voor folk, wereldmuziek, jazz en geïmproviseerde muziek. Het label, gevestigd in Oslo,  werd in 1991 opgericht door de Noorse jazz-saxofonist Karl  Seglem om zijn muziek te kunnen uitbrengen. Gaandeweg ging de onderneming ook muziek van andere Noorse musici uitgeven, in verschillende genres. In het voorjaar 2012 had het zo'n 110 albums uitgebracht. Musici op het label zijn onder  andere: 
- folk: Berit Opheim, Sigrid Moldestad
- jazz: Elin Rosseland, Jacob Young, Ole Thomsen, Olav Dale, Ivar Kolve, Thomas Winther Anderson, Lars Andreas Haug, Arve Henriksen en Jon Eberson